# アイヤッパン
アイヤッパン（Ayyappan、別名:ハリハラプトラ）は、主に南インド地方で信仰されるヒンドゥー教の神である。マニカンタやアイヤナルともされ、シヴァとヴィシュヌの化身モーヒニーの子供である。妻子を待たない未婚の禁欲者で、発展の神であり人々を助け恩恵を齎すと信じられている。

## 概要

### 外見の特徴
主に鐘の首飾りを掛けた若い男性の神として表現され青いドーティを身に付けている。伝承で語られる弓もしくは剣を持ち虎に跨った戦士的な像や、 ヨガベルトを装着した姿(ヨガパッタと言われる姿勢)で描かれる事が多い。ヒンドゥー教の絵画では男性の両膝が妻子の定位置であり、足を組まず突き出した姿勢は妻子を持たない苦行者であることを示している。マニカンタの伝承では養父ラージャーセーカラ王に未婚の誓いを立て独身を守っている。

### 信仰
ケーララ州にあるサバリマラ寺院での信仰が最も有名であり、アイヤッパンの信徒は寺院への巡礼のため黒い衣服を着用し、素足で参拝を行わなければならない。巡礼者はサバリマラ寺院に行く際にはアイヤッパンと同じく四十一日間身を清潔(性行不可)にしておく必要があり、食肉を禁じている。参拝におけるマナーや儀式は厳しく規定されているが、アイヤッパン神がより厳しい修行に励んだことで信徒達の苦行は過去のものよりも軽くなったとされている。
またアイヤッパンが穢れ、特に血を嫌い禁欲者であることから、妊娠可能年齢の10歳から50歳の女性は寺院に立ち入ることが出来ない。ただこのような制限を設けているのはサバリマラ寺院のみであり、他のアイヤッパン寺院では女性の立ち入りが許可されている。
アイヤッパンは純粋の象徴であるココナッツを好むとされ、寺院内ではココナッツを壁に叩き割ることで本神に供物を捧げる。

### 別名一覧[5]
- マニカンタ
- アイヤナル　ータミルの民族神
- ハリハラプトラ
- ダルマシャスタ
- ブタナタ
- シャスタ

## 伝承と起源
アイヤッパンの生誕と生い立ちには複数の伝承が存在する。また別の地方神との合流が散見されるため、文献によって記載が異なる。以下は主に紹介される説明の一例である。

バーガヴァタ・プラーナ
- アスラ族を出し抜くためヴィシュヌがモーヒニーに姿を変え、その美しさを見たシヴァがモーヒニーを襲いハリハラプトラ(アイヤッパン)が生まれたとされている。

バラモンダ・プラーナ
- シヴァが逃げるモーヒニーを追いかけた際に放出された種子からシャスタ(アイヤッパン)が誕生したとされている。

ケーララ州のマニカンタの伝承
- ブラフマーからシヴァとモーヒニー(ヴィシュヌ)の子供でしか殺すことが出来ない加護を受けたマヒーシーを倒すために、両神が子を設けたことが言及されている。またモーヒニーは女性の子宮を持たないため、マニカンタは太ももから生まれたとされる。
- アイヤッパンがマニカンタとして信仰を受けているシャバリマラ寺院では幼少期の伝承が伝わっている。
- パーンディヤ朝のラージャーセーカラ王が狩りに出ていた所、湖の近くで金鐘の首飾り(マニカンタ)を付けた赤子が捨てられていた。ラージャーセーカラ王はその子供を持ち去り自身の嫡子として育てた。しかし、妃はマニカンタを冷遇し、病を偽って彼を危険が伴う旅に出させる。マニカンタはシヴァとインドラの助けを借り、自身がシヴァとヴィシュヌの子であることを認識して、王宮に帰還する。[6]